# Коктейльна вишня

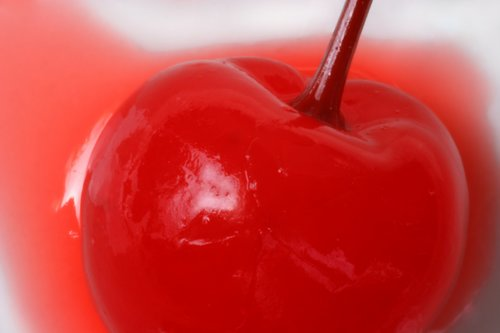
Коктейльна вишня

Коктейльна вишня — спеціальним чином зацукрована вишня, призначена для прикраси коктейлів, а також тортів і морозива. 
Володіє незвичайним смаком, яскраво-червоним кольором і прозора на вигляд. Коктейльна вишня часто виготовляється з мараскинової вишні. У процесі виготовлення вишню спочатку вимочують від 4 до 6 тижнів в однопроцентному розчині двоокису сірки та напівпроцентному розчині негашеного вапна, в результаті чого ягоди ущільнюються і набувають кольору слонової кістки. Потім з вишень видаляють кісточки, знову відбілюють в хлоритому натрію, витримують 24-36 годин у воді, видаляючи з м'якоті знебарвлюючі агенти, а потім протягом двох тижнів — в розчині бісульфіта натрію, щоб надати їм щільної текстури. Наприкінці досить складного технологічного процесу вишні вимочують у цукровому сиропі або з додаванням мигдалю (після чого вишні харчовими барвниками фарбують у червоний колір), або м'яти (в цьому випадку вишні фарбують у зелений колір).